# Cortesova vrnitev (opera)
Cortesova vrnitev je opera v treh dejanjih (sedmih slikah) Pavla Šivica. Libreto je napisal skladatelj sam po istoimenski radijski igri Andreja Hienga. Skladatelj je tehtnimi dramaturškimi prijemi preuredil nekatere prizore Hiengove igre.
Delo velja za Šivičev operni prvenec. Z glasbenim gledališčem se je poprej srečal že leta 1931 z opereto Oj, ta prešmentana ljubezen, nato pa je sledilo štiridesetletno zatišje (pisanje opere je skladatelj končal septembra leta 1971).
Hiengova igra je bila prvič predvajana 31. oktobra 1967 s Poldetom Bibičem, s Stanetom Severjem in z Borisom Kraljem v glavnih vlogah. Igra je doživela velik uspeh, prevedena je bila v več tujih jezikov in predvajana na tujih radijskih postajah. Šivic je od Hienga dobil dovoljenje za predelavo v operni libreto.
Krstna predstava opere je bila 20. marca 1974 v ljubljanski Operi. Dirigent predstave je bil Ciril Cvetko, režiser Hinko Leskovšek, v glavnih vlogah pa so nastopili Samo Smerkolj, Danilo Merlak, Karel Jerič in Zlata Ognjanović. Občinstvo je opero sprejelo z dolgim aplavzom.
Istega leta je skladatelj za opero prejel Župančičevo nagrado, leta 1975 pa za ves svoj dotedanji opus, vključno z Cortesovo vrnitvijo še Prešernovo nagrado.
Nazadnje so opero uprizorili v istem gledališču v sezoni 1995/1996 (premiera 9. maja 1996) pod dirigentskih vodstvom Antona Nanuta.

## Osebe
- Don Francisco - bariton
- Chincho, indijanec, Franciscov sluga - tenor
- dona Maria, Franciscova žena - mezzosopran
- Don Antonio - bariton
- Cortes, konkvistador - bas
- upravnik - bas
- pestunja - mezzosopran
- prvi gost - tenor
- drugi gost - bariton
- žena - alt
- menihi, indijanci, možje in žene, gostje ...

## Vsebina
Zgodba se dogaja v času španskih osvajanj Mehike.

### Prvo dejanje

#### Prva slika
Večer. Trideset dni že hodi don Francisco z indijanskim služabnikom Chinchem v pristanišče čakat generala Cortesa.
Francisco je bil že v Španiji, kjer mu za desetletno bojevanje in podjarmljanje indijanske Mehike niso priznali nikakršnih ugodnosti. Veruje, da ga bo Cortes pri zahtevah, ko se vrne, podprl. Želi si, da bi od njega dobil tudi moralno opravičilo za vse strahote, ki so jih Španci zagrešili nad indijanci. Francisca pretekla grozodejstva nenehno preganjajo.

#### Druga slika
Vizija. Sam Francisco je, da bi imel mirnejšo vest, pred leti izpred koče, ki so jo požgali Španci in ubili stanovalce, rešil osirotelega indijanskega dečka Chincha.

#### Tretja, četrta in peta slika
Vsi navzoči čutijo moro, ki preganja Francisca. Žena, ki se ji je mož povsem odtujil, Chicho, ki ga je gospodar rešil gotove smrti, Antonio, ki pozna njegovo zaslepljenost s Cortesom, ljudje v gostilni, ki vedo, da osvajalcem Mehike dejanja niso prinesla bogastva. Vsi hkrati pričakujejo Franciscovo strahotno razočaranje, ko bo spoznal, da se je svet spremenil.

### Drugo dejanje
Spalnica. Žena roti moža, naj se vživi v realnost, naj se posveti delu, družini, ljubezni, ker Corteza ne bo. V tem upravnik naznani prihod Cortesove ladje Santa Agata. General se je takoj podal v bližnji samostan. 
Kljub svarilu vseh, naj tja ne hodi, ukaže pripeljati konja. Francisco odjezdi h generalu, žena, pestunja in Chincho pa odhitijo za njim, ker slutijo, da ga ne smejo pustiti samega.

### Tretje dejanje
Srečanje Cortesa in Francisca je za slednjega usodno. Iz generalovih ust prihajajo sami udarci. Cortes pove, da ni več isti, da nima vpliva, da zdaj vladajo drugi, da je njegov čas minil. Prizna mu tudi, da svojih preteklih obljub o Mehiki kot srečni, krščanski in bogati deželi ne bo mogel izpolniti. 
Francisco se zgrudi. Samomora ga rešijo vzkliki njegovih najbližjih, ki ga pozivajo iz temačnega samostana v svetli dan, v novo življenje.
Francisco Chinchu, ki ga vprašujoče gleda, pove, da generala sploh ni, da je ostal v Tenochtitlanu, da bo prišel kdaj drugič ...
Chincho pa ve, da bo Francisco razočaranje nosil s seboj do smrti.